# Beltram
Beltram je priimek v Sloveniji, ki ga je po podatkih Statističnega urada Republike Slovenije na dan 1. januarja 2010 uporabljalo 155 oseb in je med vsemi priimki po pogostosti uporabe uvrščen na 2.882. mesto.

## Znani nosilci priimka
- Brin Beltram (*1969), poslovnež in delavec
- Bogdan Beltram (*1950), častnik, brigadir SV
- Boštjan Beltram - Berto, kitarist Elvis Jackson
- Gordana Beltram, dr., naravovarstenica - Ministrstvo za okolje in prostor (mokrišča, Ramsarska konvencija)
- Joey Beltram (*1971), ameriški DJ in glasbeni producent
- Julij Beltram (1913–1989), organizator NOB na Primorskem, politični delavec
- Lojze Beltram (1909–1967), mladinski pesnik, eden znanih ljubljanskih originalov
- Matej Beltram, zdravnik oftalmolog, kirurg, dr.zn.
- Peter Beltram, Andragoški center Slovenije
- Vladislav Beltram (1902–1986), gozdar
- Vlasta Beltram, zgodovinarka, muzealka
- Živa Beltram (1921–2008), politična delavka